# Jetta Lundgren
Andrietta Katarina (Jetta) Lundgren, född Westerlind den 20 maj 1867 i Ed, Älvsborgs län, död 16 januari 1937 i Stockholm, var en svensk stenograf.
Jetta Lundgren var Sveriges första kvinnliga riksdagsstenograf, verksam i andra kammaren 1909–1919. Hon var aktiv inom såväl Svenska stenografförbundet som Stockholms Arendsförening. Hon författade flera mycket använda läro- och läseböcker i stenografi efter Arends system.
Jetta Lundgren var från 1892 gift med Conrad Lundgren (1866–1918). De är begravda på Norra begravningsplatsen utanför Stockholm.

## Extern referens
- Sveriges första kvinnliga riksdagsstenograf av Andreas Nordström. Läst 2013-10-18.
- Lärobok i engelsk stenografi enl. L. Arends' system, för kännare af den svenska. 1898. Stockholm.